# Kvinesdal
Kvinesdal is een gemeente in de Noorse provincie Agder. De gemeente telde 5988 inwoners in januari 2017. De gemeente ontstond in 1900 als Liknes. De naam Kvinesdal dateert uit 1917. In 1963 werd de gemeente uitgebreid met Feda en Fjotland.

## Plaatsen in de gemeente
- Liknes
- Feda
- Fjotland

## Vervoer

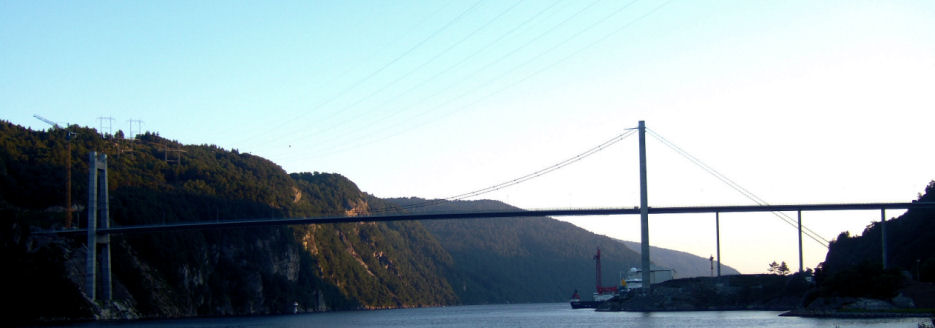
brug in de E39 over het Fedafjord

De spoorlijn tussen Oslo en Stavanger loopt door het noorden van de gemeente. In het dorp Storekvina is een station. Eerder was er ook nog een halte in Sandvatn, die echter in 1969 werd gesloten. Het wegverkeer volgt voornamelijk de dalen van de grote Kvina en de kleine Kvina die noord-zuid lopen. De E 39 is de voornaamste oost-west verbinding. De weg heeft op drie plaatsen een aansluiting op het lokale wegennet. 
Arendal · Birkenes · Bygland · Bykle · Evje og Hornnes · Farsund · Flekkefjord  · Froland · Gjerstad · Grimstad · Hægebostad · Iveland · Kristiansand · Kvinesdal · Lillesand · Lindesnes · Lyngdal · Risør · Sirdal · Tvedestrand · Valle · Vegårshei · Vennesla · Åmli · Åseral 

Fylker van Noorwegen